# Jozef Smets
Jozef (Jef) Pieter Lodewijk Smets (Retie, 15 april 1914 - Turnhout, 9 september 2021) was een Belgisch eeuweling. Hij was van juli 2021 tot zijn overlijden de oudste levende man van België.

## Levensloop
Jozef Smets werd in april 1938 door kardinaal Jozef Van Roey tot priester gewijd. Hij was pastoor in Merksplas voor hij in 1959 directeur van het Klein Seminarie in Hoogstraten werd. In 1967 werd hij pastoor-deken in Geel en vanaf 1972 was hij streekvicaris van de Kempen. Na zijn pensioen was hij aalmoezenier in een woonzorgcentrum in Turnhout, wat hij bleef tot zijn overlijden. In april 2018 overhandigde bisschop van Antwerpen Johan Bonny een pauselijk zegen aan Smets omdat hij 80 jaar priester was.
Vanaf het overlijden van Sylvain Vallée op 25 juli 2021 was hij de oudste levende man van België. Hij overleed op 9 september 2021.